# Tom Chaplin
Thomas Oliver "Tom" Chaplin (født 8. marts 1979 i Hastings, Sussex, England) er en engelsk sanger og sangskriver, bedst kendt som forsangeren for det engelske alternative rock band Keane, hvor han også er guitarist.